# 金山乡 (蓝田县)
金山乡是中国陕西省西安市蓝田县下辖的一个乡。

## 行政区划
金山乡下辖以下行政区：
金山村、龙门村、柴家村、南湾岭村、核桃源村、误饭村、北苍湾村、上安村、寨子岭村、龙曲村、牺惶岭村、胡家窑村、北里村